# X̊
Cette page contient des caractères spéciaux ou non latins. S’ils s’affichent mal (▯, ?, etc.), consultez la page d’aide Unicode.
X̊ (minuscule : x̊), appelé X rond en chef, est une lettre utilisée dans l’écriture du yaghnobi ou du yazgoulami. Elle est formée de la lettre X diacritée d’un rond en chef.

## Représentations informatiques
Le x rond en chef peut être représenté avec les caractères Unicode suivants, :
| Formes    | Représentations | Chaînes de caractères | Points de code | Descriptions                                       |
| --------- | --------------- | --------------------- | -------------- | -------------------------------------------------- |
| majuscule | X̊               | X◌̊                    | U+0058 U+030A  | lettre majuscule latine x diacritique rond en chef |
| minuscule | x̊               | x◌̊                    | U+0078 U+030A  | lettre minuscule latine x diacritique rond en chef |